# Tytus Czyżewski
Tytus Czyżewski  (Przyszowa, 1880. december 28. – Krakkó, 1945. május 5.) lengyel festő, művészetteoretikus, futurista költő, drámaíró, a Lengyel Formisták tagja.

## Élete

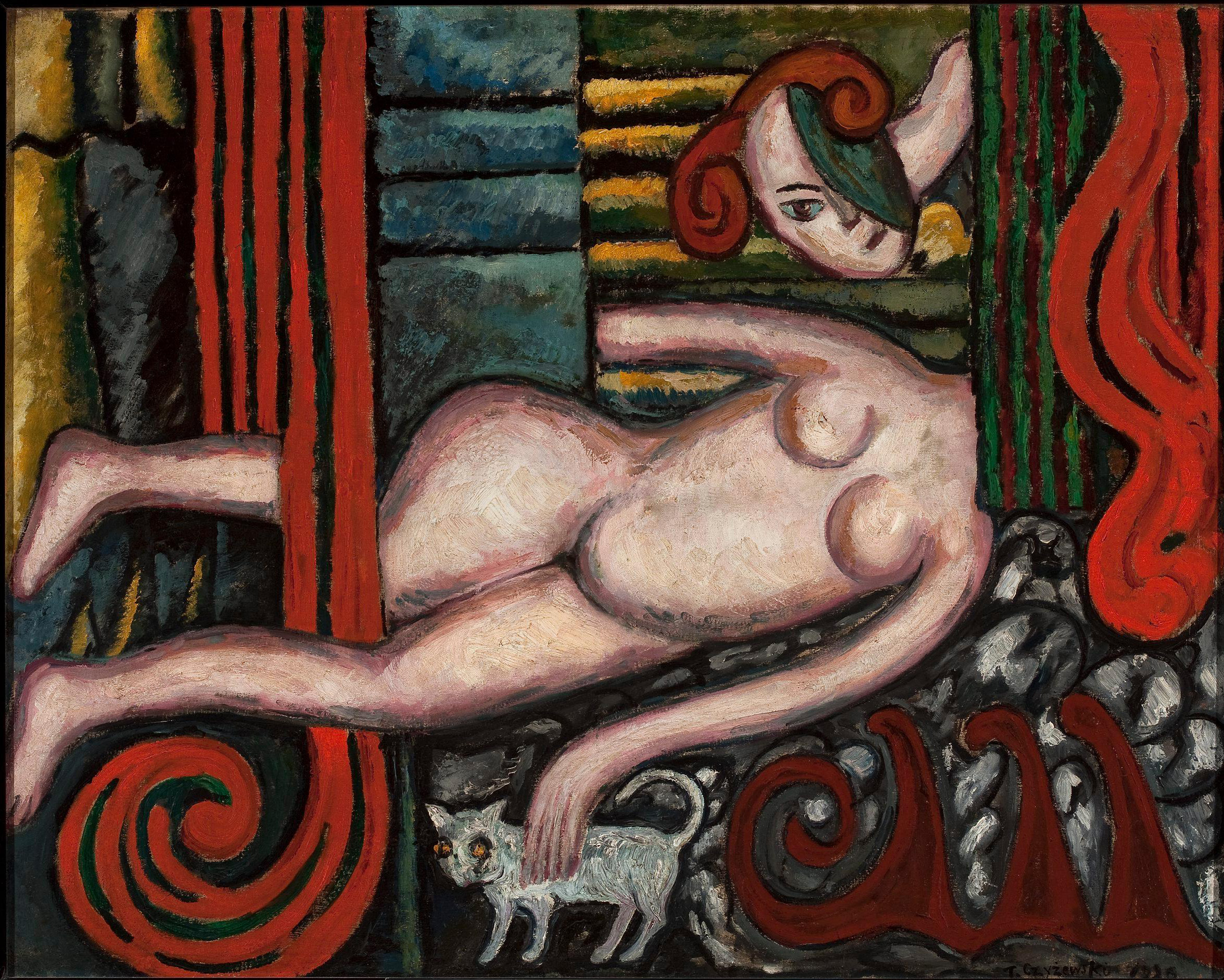
Akt egy macskával (1920) Varsói Nemzeti Múzeum

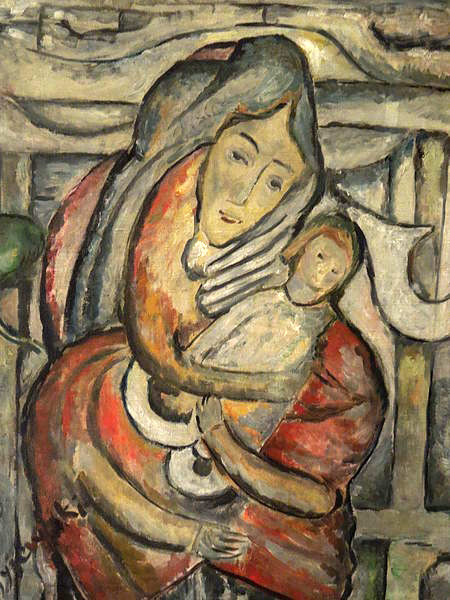
Madonna (1922) Művészeti Múzeum, Łódź

1902-ben a Krakkói Képzőművészeti Akadémián tanult Józef Mehoffer és Leon Wyczółkowski festőműhelyében. Ezután Párizsba utazott, és folytatta a tanulmányait az ottani művészeti irányzatokból. 1906-ban kezdett kiállítani. A festészeti stílusára nagy hatással volt Cezanne és El Greco, akiknek munkáit haláláig csodálta.
1917-ben Zbigniew és Andrzej Pronaszko testvérekkel Krakkóban kiállítást rendezett a lengyel expresszionista munkákból. A csoport később Lengyel Formisták néven vált ismertté. A formisták 1922-es feloszlásáig ő volt a mozgalom elsődleges művésze és teoretikusa, valamint a Formiści folyóirat felelős  szerkesztője. Társalapítója volt lengyel futurista kluboknak, és futurista ihletésű „vizuális költészetet” publikált.  A második világháború alatt Varsóban tartózkodott. Ekkor az Antidotum című versesköteten dolgozott, amely a varsói felkelés során elpusztult. Élete vége felé Czyżewski rövid ideig a szürrealizmus hívévé is vált. A felkelés után Krakkóban telepedett le, ahol 1945. május 5-én meghalt. A Rakowicki temetőben nyugszik.

## Művei

### Versek
- Zielone Oko. Poezje formistyczne. Elektryczne wizje (1920)
- Noc – dzień. Mechaniczny instynkt elektryczny (1922)
- Pastorałki (1925)
- Robespierre. Rapsod. Cinema. Od romantyzmu do cynizmu (1927)
- Lajkonik w chmurach (1936)

### Próza
- A Burglar of the Better Sort: Plays, Verse, Theoretical Notes. Translated by Charles Kraszewski. Publisher: Glagoslav Publication (2019)

## Fordítás
- Ez a szócikk részben vagy egészben  a   Tytus Czyżewski című angol Wikipédia-szócikk ezen változatának fordításán alapul.  Az eredeti cikk szerkesztőit annak laptörténete sorolja fel. Ez a jelzés csupán a megfogalmazás eredetét és a szerzői jogokat jelzi, nem szolgál a cikkben szereplő információk forrásmegjelöléseként.